# Virey-sous-Bar
Virey-sous-Bar är en kommun i departementet Aube i regionen Grand Est (tidigare regionen Champagne-Ardenne) i nordöstra Frankrike. Kommunen ligger  i kantonen Bar-sur-Seine som ligger i arrondissementet Troyes. År 2022 hade Virey-sous-Bar 591 invånare.

## Befolkningsutveckling
Antalet invånare i kommunen Virey-sous-Bar
Referens: INSEE